# 鹿谷弥生
鹿谷 弥生（しかたに やよい、1988年9月26日 - ）は、福岡県福岡市南区出身のボーカリスト、タレント、女優、元グラビアアイドル。愛称は“シカちゃん”。バンド「DEARDEER」のボーカルとして活動中。2014年8月19日に解散したバンド「しかバンビ」のボーカルとしても有名。また鹿谷弥生ソロとしても活動している。

## 略歴
タモリ、氷川きよし、森口博子、博多華丸らと同じ福岡市立高宮中学校出身。中学の同期にはサッカー選手の安川有（大分トリニータ）がいる。
中学時代に地元のモデル事務所にスカウトされたが、学業を優先したために断念。その後高校2年でファンタスタープロモーション（現在のヴィズミック）に所属。高校卒業後の2007年、『ミスマガジン2007』にエントリーし、ファイナリストに選出され、グランプリを受賞。同時に「1週間賞」・「高校ラグビー賞」も受賞し、第87回全国高校ラグビー大会のイメージキャラクターを担当。TBSテレビの音楽番組『開運音楽堂』にもレギュラー出演した。なお歴代のミスマガジンにおいて、昭和生まれ（1988年 (昭和63年)生）がグランプリを受賞したのは彼女が最後となっている。
2007年7月15日、東京都池袋サンシャインシティ噴水広場にて、ミスマガジン2007のお披露目イベントが行われた。同イベント内では先輩ミスマガジンから、ミスマガジンのユニフォームが渡され、正式にミスマガジンフットサルチームに加入したが、現在は退団した。
2008年度から2010年度まで園田競馬・姫路競馬（兵庫県競馬組合）のイメージキャラクターを担当。
2010年4月、「ガンダムカフェスペシャルサポーター」を務める。
2011年7月、自らがボーカルを務めるバンド「SIKA-BAMBI」（しかバンビ）を結成。年間に数十本というライブを中心にした活動を行っている他、自主制作CDも販売している。独特の世界観、独特のパフォーマンスには定評がある。この年には東名阪ネット6の番組『方言彼女。2』への出演もあった。
2012年4月2日、所属していたヴィズミックを退所したことを自身のブログで発表。同年12月28日、「SIKA-BAMBI」（しかバンビ）無料ワンマンを行い、1年4ヶ月で108回目のLIVEを達成。煩悩を滅して次のステップへ上がることを宣言。
2013年8月、突如「しかバンビ」の活動が休止。ソロでの活動を開始。
2014年8月19日、「しかバンビ」が解散を発表。その後2015年6月5日、「しかバンビ」が「しかゾンビ」として復活ライブ。1年に一度、蘇ることを宣言。
2015年7月7日、新バンド『DEARDEER』（ディアディア）活動開始。
2019年10月4日、自身のツイッターで一般男性と入籍したことを発表。

## 人物
- 趣味: ギター、カラオケ、カメラ、ファッション
- 特技: バスケットボール、ハーモニカ
- 姉と弟がいる[5]。

## 作品

### シングル
SIKA-BAMBI
- Believe!!（2011年8月31日、BDSB-1） - EAN 4515778501926。

1. Believe!!
2. STRAY CAT
3. けっきょくスキ♡
4. ココロのいと

- みらいどこまでも（2012年1月21日、BDSB-2） - EAN 4515778502633。

1. みらいどこまでも
2. キミとね
3. ヘッドフォン
4. THE POW-ER!!

### アルバム
SIKA-BAMBI
- 上々（2013年7月7日、BDSB-11） - EAN 4515778507652。

1. JO-JO
2. As it is
3. 人物重要性
4. NO!
5. SO HIGHER
6. STRAY CAT 上々Ver.
7. くるり
8. みらいどこまでも　上々Ver.
9. さよならのおと
10. SUSPEND

鹿谷弥生
- CoCo & Hi（2015年1月13日）

1. CoCo
2. Hi

### 映像作品
- ミスマガジン2007 鹿谷弥生（2007年10月24日、TBS/VAP） - EAN 4988021154093。
- やよいのYAH!（2008年5月23日、リバプール） - EAN 4571174013388。
- 弥生とButterflyとあなた(2008年8月29日、リバプール） - EAN 4571174013708。
- Bon Appetit! (2009年9月20日、I-ONE/ラインコミュニケーションズ） - EAN 4529971403895。

## 出演

### 映画
- ちいさな恋のものがたり（2008年4月19日公開） - 橘光 役
- フライング☆ラビッツ（2008年9月13日公開） - 藤野弥生 役
- 制服サバイガール（2008年12月6日公開）

### 舞台
- 誰ソ彼（たそがれ） （2008年5月29日〜）
- GACKT [2010眠狂四郎無頼控] 日生劇場（2010年5月14日〜28日）

### ドラマ
- 満福少女ドラゴネット（2010年7月3日〜9月25日、テレビ神奈川） -　司城アスカ（エンディングの女）
- 幸せになろうよ 第4話（2011年5月9日、フジテレビ）

### バラエティ
- 勝利の女神〜3rdSTAGE〜（2007年10月5日 - 、チバテレビ、1ヵ月遅れでスカパー再放送 エンタ!371）
- ザ・ベストハウス123（2007年9月5日、フジテレビ）
- ブルブルアンタッチャブル（2007年10月12日、朝日放送）
- オビラジR（2007年10月15日、11月1日、TBSテレビ）
- 踊る!さんま御殿!!（2007年10月16日、日本テレビ）
- エンタの味方!（2007年10月18日、25日、11月8日、TBSテレビ）
- ブルブルアンタッチャブル（2007年10月19日、26日、11月2日、朝日放送）
- スピードワゴンと裸の××アイドル（2007年11月1日 - 2008年10月31日、TBS BooBo BOXおよびBS-i）
- ゴッドタン（2007年11月28日、テレビ東京）
- 2008年!アイドルマニアが選ぶ!必ずブレイクするアイドル （2007年12月28日、日本テレビ）
- ラジかるッ（2008年2月19日、日本テレビ）
- なるトモ!（2008年4月28日、ytv）
- 秋葉系アイドルチャンネル (2011年10月14日、BS11)
- 方言彼女。2（2011年4月4日 -6月20日、テレビ埼玉）
- 痛快!明石家電視台(2016年3月14日、MBSテレビ) - 同じ事務所に所属するレギュラー・重盛さと美からの推薦で、「レギュラー候補」として出演。

### 音楽番組
- 開運音楽堂（2007年10月6日 - 2008年10月25日・2014年8月2日、TBS）

### 情報番組
- 王様のデザート（2007年11月24日、12月1日、2008年1月21日ほか、TBSテレビ）
- 全国高校ラグビー大会ハイライト（2007年12月28日、29日、30日、1月1日、3日、5日、7日、毎日放送）
- ノーサイド“永遠の瞬間”（2008年1月6日、毎日放送）
- ピーチ流!（2008年4月7日 - 12月29日、ytv）
- アニちゃんねる! 鹿谷弥生のドキドキ研究所（2008年10月4日 - 、CS・TBSチャンネル）
- 家電's Walker（BS11）

### CM/AD
- 週刊少年マガジン
- 第87回全国高校ラグビー大会イメージキャラクター
- 兵庫県競馬組合（2008年- 兵庫県ローカル、そのだ・ひめじけいばイメージキャラクター）
- バイクショップロミオイメージキャラクター
- ニンテンドーDS『みんなで自分の説明書〜B型、A型、AB型、O型〜』
- 赤城乳業『デッカルチェ』（林家たい平と共演）
- エースコンタクトイメージキャラクター
- ユニバーサル・スタジオ・ジャパン

### MV
- codomotona『だいっきらい。』（2014年9月）